# Stephen Clarke (écrivain)
Pour les articles homonymes, voir Stephen Clarke et Clarke.
Stephen Clarke, né le 15 octobre 1958 à St Albans en Angleterre, est un journaliste et écrivain britannique.

## Biographie
Avant de devenir écrivain, Clarke travaille entre autres comme auteur de gags pour BBC Radio 4 et comme scénariste pour l'auteur de bandes dessinées Gilbert Shelton. Au début des années 1990, il s'installe à Paris car il aime la France où l'« on travaille pour vivre, et pas le contraire ».
En 2004, il publie le roman A Year in the Merde (paru en français sous le titre God save la France, les Allemands se contentant d'un plus banal Ein Engländer in Paris). Le livre se moque des particularités des Français ; c'est un grand succès et, jusqu'à présent, il a été traduit en 17 langues.
Clarke ne tire le manuscrit qu'à 200 exemplaires pour des amis et des connaissances jusqu'à ce que l'un des exemplaires ne tombe dans les mains d'un collaborateur d'une maison d'édition qui s'y intéresse.
En 2005 suit le best-seller Merde Actually (en français God save les Françaises) qui en Angleterre, la patrie de Clarke, déloge Harry Potter de la première place dans la liste des best-sellers. En 2007 sont publiés Merde happens et Talk to the Snail (en français, Français, je vous haime), suivi en 2008 de Dial M for Merde, un polar comique qui envoie le héros, Paul West, dans le sud de la France. Son dernier livre est 1000 Years of Annoying the French, un clin d'œil aux raisons historiques des relations compliquées entre francophones et anglophones.